# Urnengräberfeld Hohnhorst
Koordinaten: 52° 22′ 26″ N, 9° 21′ 56″ O
Das Urnengräberfeld Hohnhorst ist ein vorgeschichtliches Gräberfeld bei Hohnhorst im Landkreis Schaumburg in Niedersachsen. Es ist während der vorrömischen Eisenzeit etwa um das 7. bis 3. Jahrhundert v. Chr. als Bestattungsplatz mit Urnen genutzt worden. Die Entdeckung im Jahre 2011 bei der Errichtung einer Biogasanlage führte zu einer zweiwöchigen Rettungsgrabung, bei der rund 350 Bestattungen dokumentiert wurden. Bei einer Erweiterung der Biogasanlage im Jahr 2014 kam es zu zwei weiteren Ausgrabungen, die zum Auffinden von rund 80 Urnen führten. Das Gräberfeld zählt damit zu den größeren Anlagen dieser Epoche in Norddeutschland.

## Lage
Der Fundort Hohnhorst liegt nördlich von Bad Nenndorf im nördlichen Bereich des Calenberger Landes am Rande der Calenberger Lössbörde, wo fruchtbarer Lössboden vorherrscht. Der Untergrund im Bereich des früheren Urnengräberfeldes ist aus Sand, Schluff und Geschiebelehm mit darüber liegendem Löss aufgebaut. Die meisten archäologischen Befunde befanden sich in der Schluffschicht in etwa einem halben Meter Tiefe.
Die Fundstelle liegt am Rande eines landwirtschaftlichen Hofgrundstücks am westlichen Ortsausgang außerhalb von Hohnhorst. Das umliegende, flache Gelände auf 56 m ü. NN wird landwirtschaftlich genutzt. Der Bereich der Fundstelle wurde in den letzten 15 Jahren als Weide und davor als Acker genutzt.

## Entdeckung und erste Ausgrabung

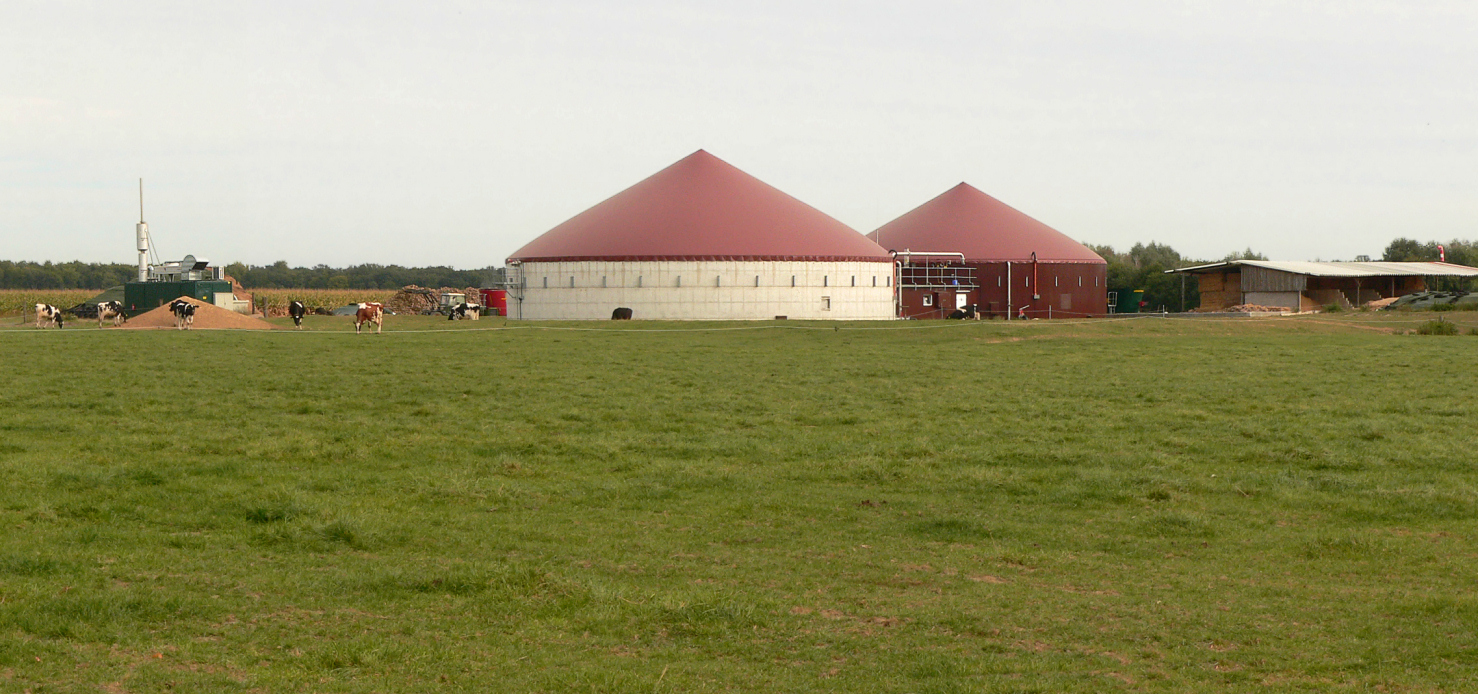
Grabungsfläche im Bereich der Silos, die erst nach der Ausgrabung errichtet wurden (2012)

Im Mai 2011 wurde nördlich der Hofanlage mit Bauarbeiten zur Errichtung einer Biogasanlage begonnen. Beim Abtrag des Oberbodens bemerkte der Baggerfahrer in etwa 30 cm Tiefe dunkle Kreise mit hellen Bröckchen im Boden. Da er bereits für Archäologen Fundorte ausgebaggert hatte, erkannte er die Urnen mit verbrannten Knochen. Er meldete den Fund dem Bauherren der Anlage und der zuständigen Denkmalschutzbehörde. Vorausgegangene Prospektionsmaßnahmen durch eine Begehung und Absuche mit einem Metallsuchgerät hatten keine Anhaltspunkte auf archäologisch bedeutsame Befunde geliefert.
Bereits am Tag der Fundmeldung sicherten Mitarbeiter der Kommunalarchäologie der Schaumburger Landschaft die ersten Befunde, die beim weiteren Bodenabtrag stetig zunahmen. Durch die täglich ansteigende Fundzahl waren die archäologischen Kapazitäten der Kommunalarchäologie bald erschöpft. Verstärkung bei der eingeleiteten Rettungsgrabung leisteten freiwillige Helfer aus Hohnhorst und der Region sowie ein kurzfristig eingestellter Archäologe. Außerdem wurde ein Grabungsteam des Niedersächsischen Landesamtes für Denkmalpflege herbeibeordert, das eine eigene Ausgrabung an anderer Stelle vorübergehend stilllegte.
Während der Grabung liefen die Bauarbeiten an freigegebenen Stellen weiter. Die Ausgrabung stand unter hohem Zeitdruck, so dass die Funde nicht immer optimal geborgen werden konnten. Die Grabung mit insgesamt 19 Mitarbeitern dauerte bei 12-Stunden-Schichten über 11 Tage an. Es wurden etwa 600 Fundkomplexe geborgen, darunter waren rund 200 Blockbergungen von Urnengefäßen.

### Ausgrabungsfläche

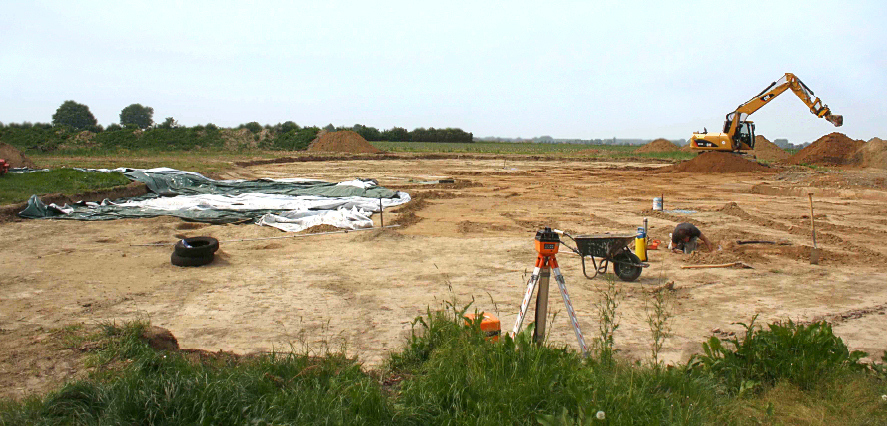
Die Ausgrabungsfläche des Urnengräberfeldes (Mai 2011)

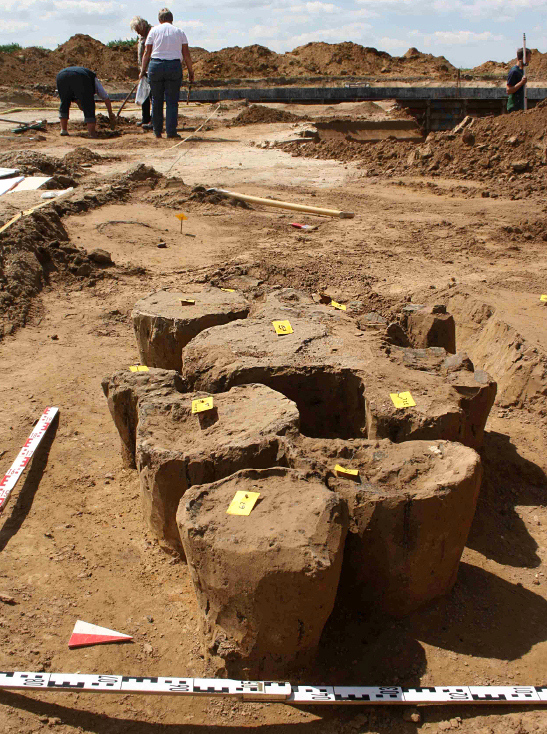
Zur Blockbergung vorbereitete Urnen

Die Ausgrabungsfläche hatte eine Größe von 60 × 30 Meter. Funde wurden in einem Bereich von 20 × 40 Meter gemacht. In zwei Bereichen von jeweils etwa 50 m² lagen die Urnen besonders dicht beieinander. Das Urnengräberfeld ist in großen Teilen ausgegraben worden, obwohl sich die Grabung auf den Bereich beschränkte, in dem die Biogasanlage errichtet wurde. Eine Ausdehnung der Fundstätte nach Norden, Westen und Süden wurde wegen fundleerer Bereiche und durch Sondagen ausgeschlossen.

## Funde
Bei der Ausgrabung wurden 265 Urnen oder Reste von zerstörten Urnen gefunden. In den meisten Fällen enthielten die Urnen Leichenbrand und zum Teil waren Beigefäße aus Ton vorhanden. Der Leichenbrand ließ erkennen, dass die Knochen der Verstorbenen nach dem Verbrennen ausgelesen und gewaschen worden sind.
An rund 50 weiteren Stellen wurden Leichenbrandnester mit verbrannten Knochen ohne Gefäße gefunden. Dabei war zu vermuten, dass der Leichenbrand nicht in keramischen Gefäßen, sondern in Behältnissen aus Holz, Stoff oder Leder beigesetzt worden ist, die sich nicht erhalten haben.
Insgesamt wird von rund 350 Bestattungen im untersuchten Bodenbereich ausgegangen. Die Urnen traten bereits ab 30 cm unter der Erdoberfläche zutage. Zahlreiche Urnen waren von der ackerbaulichen Nutzung durch Pflügen in Teile zerrissen worden. Andere, erhaltene Urnen waren vom Erddruck deformiert oder rissig geworden. Unter den Funden befand sich auch die Gefäßform eines Harpstedter Rauhtopfs, der der Harpstedt-Nienburger Gruppe zugeordnet wird.
Die Grabstellen waren nicht markiert worden, etwa durch Grabhügel oder umlaufende Gräben. Teilweise überlagerten sich die Urnenbeisetzungen. Der Umfang der Grabbeigaben war bescheiden und bei den noch nicht abgeschlossenen Untersuchungen wurden nur wenige Metall- und Glasstücke gefunden.
Das umfangreiche Fundmaterial ist mit der Ausgrabung im Jahre 2011 zwar gesichert, aber noch nicht erschlossen worden. Ein Jahr danach hatte 2012 die Aufarbeitung der Funde ansatzweise begonnen. Die Erdblöcke der rund 200 Blockbergungen werden vom Landkreis Schaumburg gegen Plünderungen sicher verwahrt, sind aber bisher (2012) größtenteils noch nicht gesäubert und näher untersucht worden. Gleiches gilt für das übrige Fundmaterial wie Keramikscherben und Grabbeigaben.

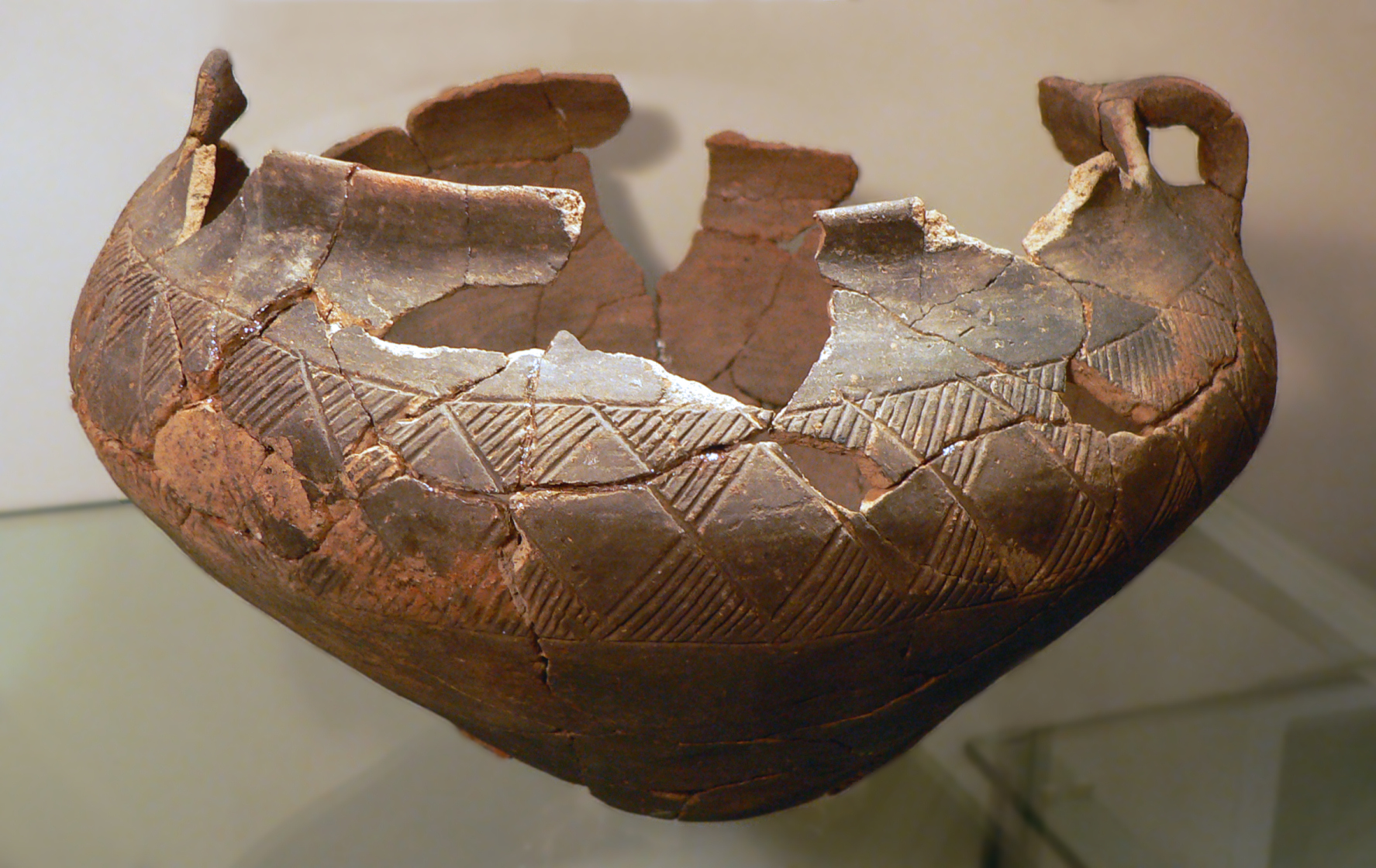
Gefäßkeramik des Typs Nienburger Tasse vom Urnengräberfeld Hohnhorst
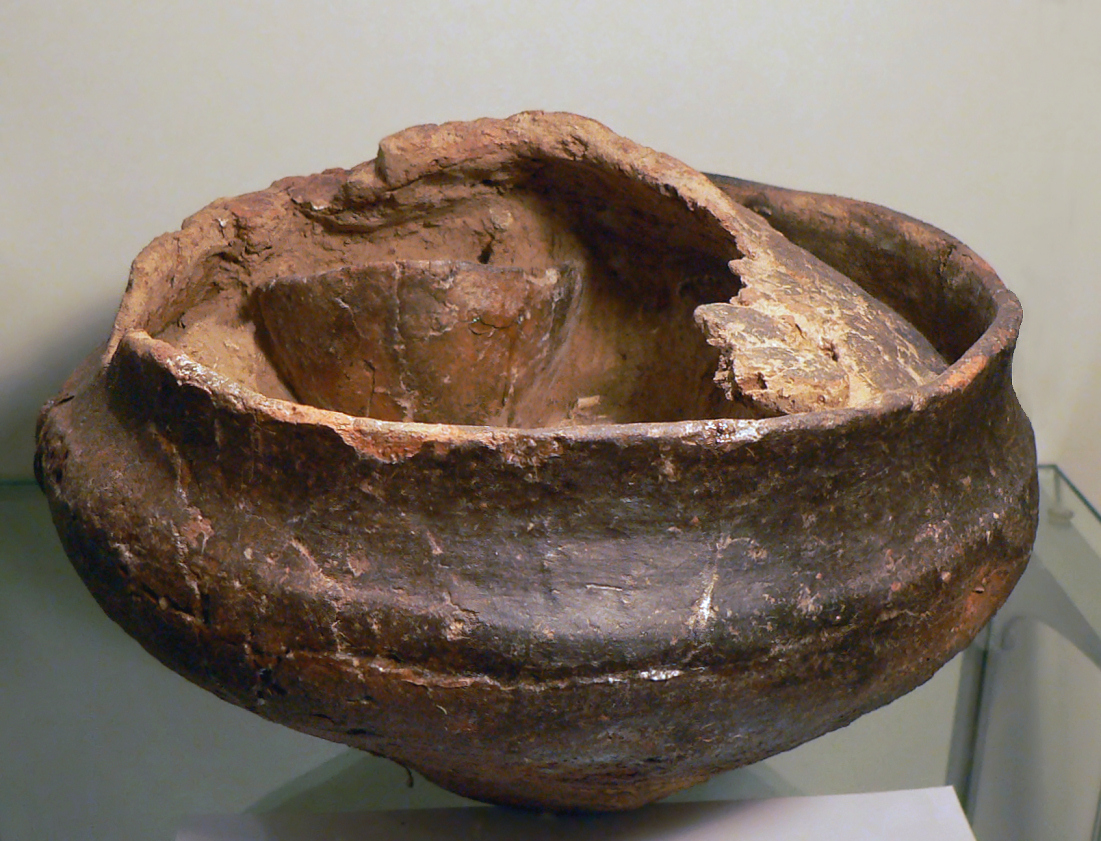
Gefäßkeramik des Typs Nienburger Tasse vom Urnengräberfeld Hohnhorst
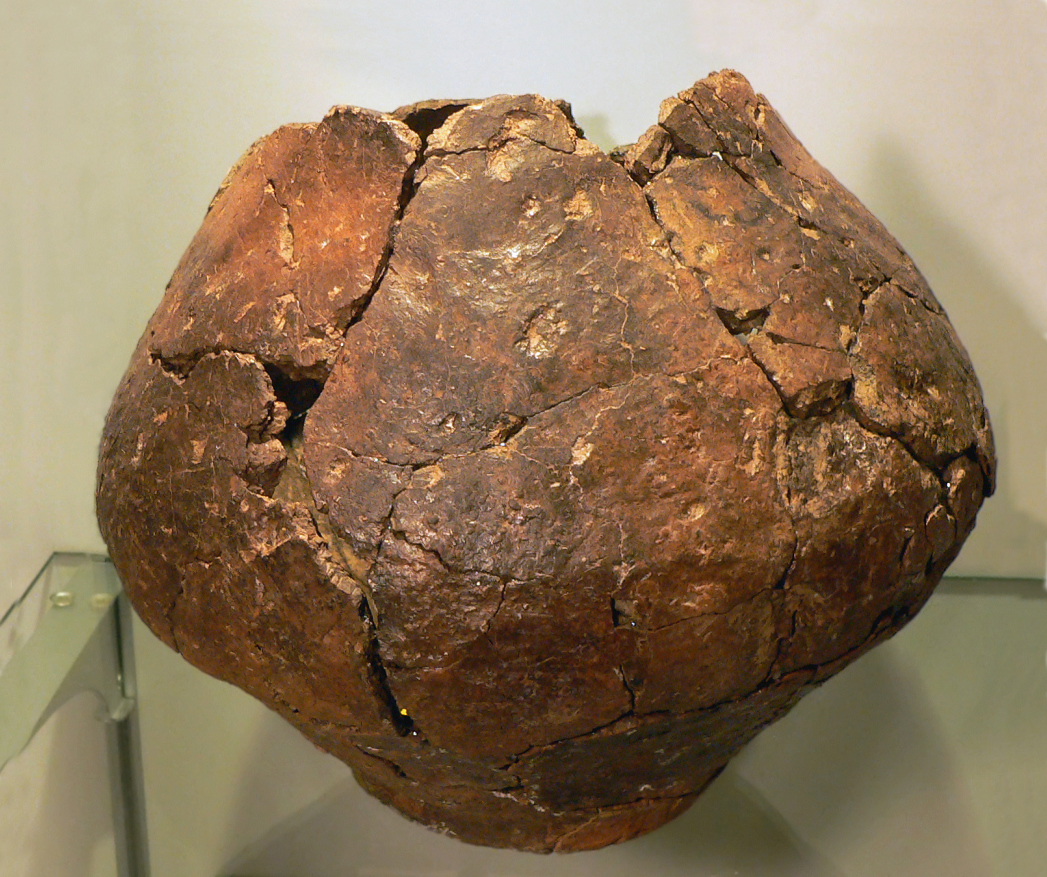
Restaurierte Urne des Gräberfeldes
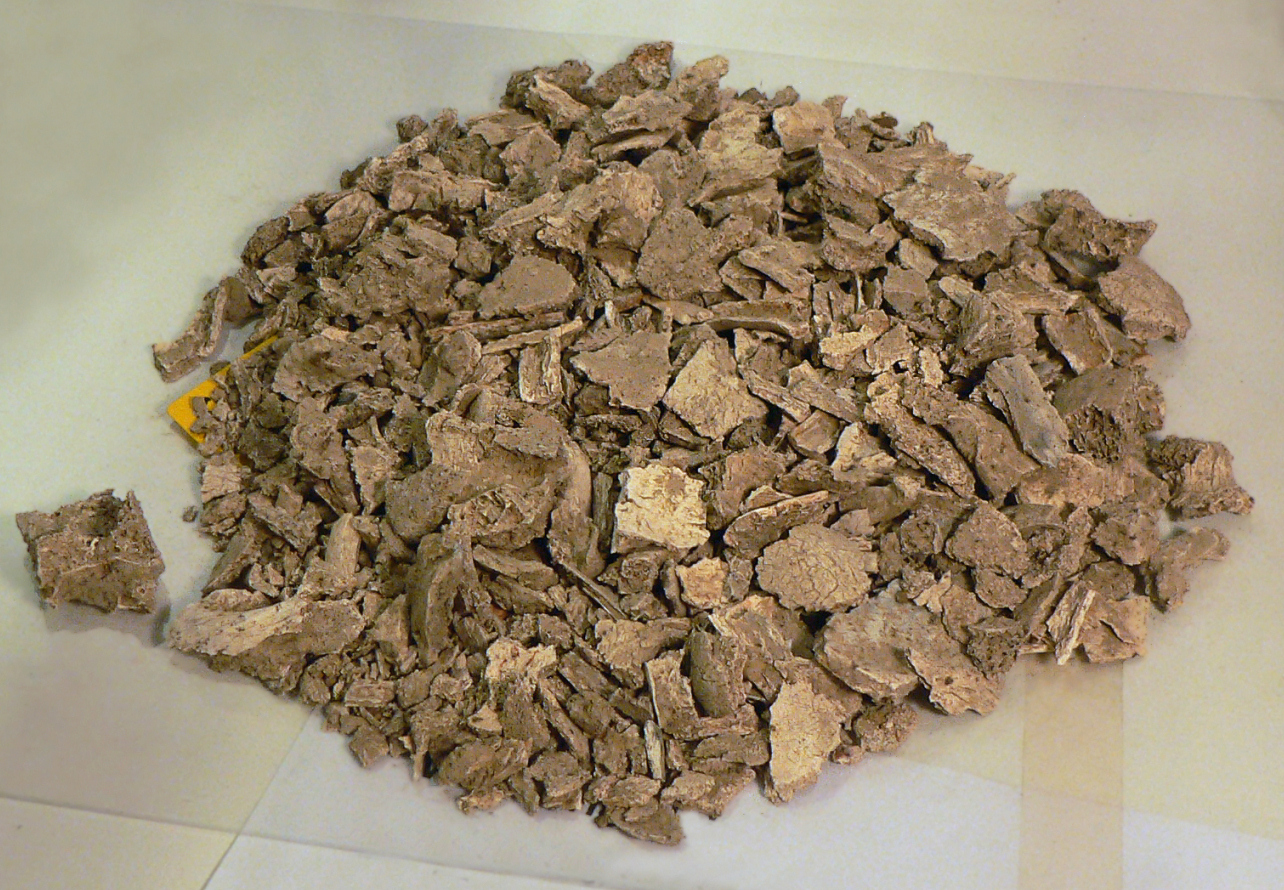
Leichenbrand

### Nienburger Tasse
Zur bisher ausgewerteten Gefäßkeramik gehörte ein Fundstück einer Nienburger Tasse. Diese Keramik wird der Nienburger Gruppe zugeschrieben, die sich im Bereich des heutigen Niedersachsens während der frühen Eisenzeit ab dem 6. bis 5. Jahrhundert v. Chr. bildete. Bei der Nienburger Tasse handelt es sich um Keramikgefäße, die kunstvoll verziert sind und einen randständigen Henkel besitzen. Die Kulturgruppe ist nach einem Grabhügelfeld in Erichshagen bei Nienburg als erstem Fundort der Keramik benannt worden.

### Siedlungsbefunde

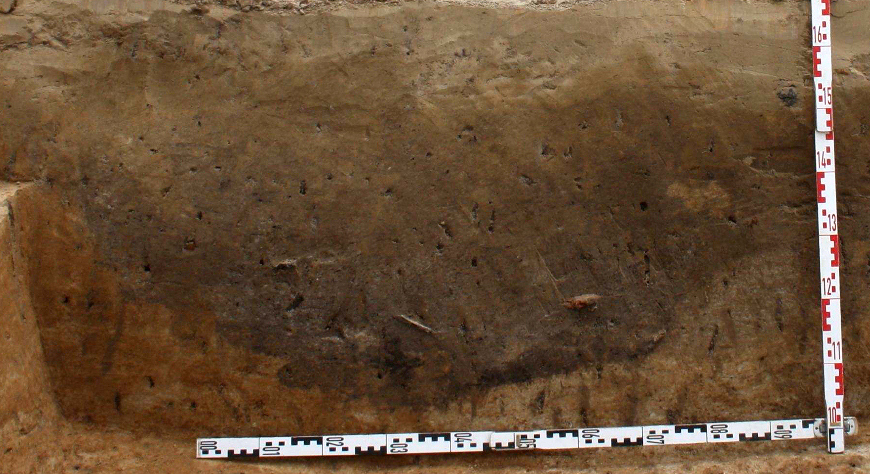
Schnitt durch eine der sieben vorgefundenen Siedlungsgruben

Auf der Ausgrabungsfläche fanden sich 11 Befunde mit Siedlungsresten, bei denen kein Zusammenhang zum Gräberfeld vorlag. Das oder die Gebäude können vor oder nach der Nutzung des Gräberfeldes entstanden sein. Zu den Siedlungsresten gehörten sieben unregelmäßig rundlich geformte Abfallgruben, in denen jeweils Fundstücke lagerten. Sie waren knapp einen Meter tief. Außerdem fanden sich drei Pfostenlöcher, die auf ein früheres, ebenerdiges Gebäude hinweisen. Einen weiteren Hinweis auf eine einstige Besiedlung an dieser Stelle gab ein Ofen. Der zur Hälfte erhaltene, runde Ofen hatte einen Durchmesser von einem halben Meter und war noch 30 cm hoch.

## Präsentation
Das öffentliche Interesse an einer Besichtigung und dem Verbleib der Funde wurde im Jahr 2012 mit einer kleinen Ausstellung in der Kirche in Hohnhorst bedient. Die Gemeinde Hohnhorst hatte gemeinsam mit einer Spende des Bauherren der Biogasanlage über mehrere Tausend Euro die Restaurierung von fünf Urnen finanziert.

## Weitere Ausgrabungen
Bei Bauarbeiten zur Erweiterung der Biogasanlage im Juli 2014 wurden weitere Urnen im Boden entdeckt, was zu einer erneuten Rettungsgrabung führte. Es konnten 80 Urnen freigelegt werden. Die Archäologen stellten fest, dass die Grabstellen ein linienartiges Muster aufwiesen mit bis zu zehn Urnen auf wenigen Quadratmetern, was sie als Hinweis auf einen Familienverband deuteten.
Bei weiteren Bauarbeiten im September 2014 erfolgten wiederum archäologische Untersuchungen. Die dabei
festgestellten kreisförmigen Verfärbungen wiesen auf einen Pfosten oder eine Stützkonstruktion hin. Anhand von Keramikresten konnten die Siedlungsfunde der römischen Kaiserzeit zugeordnet werden. Wegen des zeitlichen Abstands von mehreren Jahrhunderten besteht kein Zusammenhang zum Gräberfeld.

## Bewertung und Ausblick
Das Urnengräberfeld Hohnhorst mit bis zu 350 festgestellten Bestattungen ist die bislang größte Anlage dieser Art im Landkreis Schaumburg und eine bedeutende Fundstelle in Niedersachsen. Es gehört neben der rund 25 Kilometer entfernten Fundstätte des Urnengräberfeldes Leese mit etwa 1100 Bestattungen und dem Urnengräberfeld Rüningen zu den wenigen größeren Nekropolen der vorrömischen Eisenzeit in Norddeutschland. Das Urnengräberfeld Hohnhorst wird der Nienburger Gruppe zugerechnet. Die Kulturgruppe wird durch die spezielle Gefäßform des Urnentyps der Nienburger Tasse charakterisiert, die dort gefunden wurde.
Die einst zum Gräberfeld zugehörige Siedlung ist noch nicht lokalisiert worden. Da damals erhöhte Plätze bevorzugt wurden, vermuten Archäologen den Siedlungsplatz an einem leicht ansteigenden Gelände nahe der Fundstelle. Als siedlungsgünstiger Platz kommt auch die heutige Ortslage von Hohnhorst infrage. Es ist geplant, die abgeschlossene Ausgrabung in einem mehrjährigen Forschungsprojekt durch die Universität Göttingen zu erschließen, das mit Forschungsgeldern finanziert werden soll. Dabei ist eine wissenschaftliche Aufarbeitung mit Restaurierungs- und Zeichenarbeiten, anthropologischen Untersuchungen, Publikationen und Ausstellungen vorgesehen. Ziel der Forschungen ist die Erlangung von Kenntnissen über die Besiedlung und Bevölkerung dieser Gegend in den vorchristlichen Jahrhunderten.